# Kaylee McKeown
Pour les articles homonymes, voir McKeown.
Kaylee McKeown, née le 11 juillet 2001 à Redcliffe (Queensland, Australie), est une nageuse australienne, double championne olympique du 100 m et du 200 m dos aux Jeux olympiques d'été de 2020, puis aux Jeux olympiques d'été de 2024. Elle est la sœur cadette de Taylor McKeown.

## Carrière
Âgée de seulement 15 ans, Kaylee McKeown fait ses débuts sur le circuit mondial en se qualifiant pour les Championnats du monde 2017 où elle termine 4e du 200 m dos tout en établissement un nouveau record du monde junior de la distance en 2 min 6 s 76, un jour seulement après que Regan Smith l'a amélioré.
En 2018, elle participe aux Jeux olympiques de la jeunesse à Buenos Aires où elle rafle quatre médailles dont l'or sur le 50 m dos, l'argent sur le 100 m dos, le 4 × 100 m 4 nages et le bronze sur le 200 m dos.
La même année, elle participe aux Jeux du Commonwealth : Kylee McKeown termine 4e du 100 m dos (1 min 0 s 08), à moins de deux secondes de la première place remportée par la Canadienne Kylie Masse. Elle termine également 4e du 200 m dos en 2 min 7 s 86 mais ne réussit pas à dépasser le stade des séries sur le 400 m 4 nages.
Lors des Championnats pan-pacifiques, elle participe au 200 m dos, où, lors des séries, elle termine à la 6e place qualificative ex aequo avec l'Américaine Olivia Smoliga, qui est finalement reléguée à la finale B tandis que McKeown obtient son ticket pour la finale. Cette dernière est remportée par l'Américaine Kathleen Baker en 2 min 6 s 14, loin devant l'ancien record de la compétition de 2 min 7 s 48. Kaylee McKeown (2 min 7 s 01) fait partie des six nageuses ayant réalisé un temps inférieur à l'ancien record lors de la finale.
Qualifiée pour le 200 m 4 nages aux Mondiaux 2019, elle décide de faire l'impasse sur la course pour se concentrer sur les épreuves de dos. Elle remporte finalement l'argent sur le 200 m dos et sur le relais 4 × 100 m 4 nages en étant une des nageuses des séries.
Début 2020, McKeown bat son record personnel sur le 200 m dos en 2 min 5 s 83, faisant d'elle la 7e meilleure performeuse mondiale de tous les temps sur la distance. Quelques mois plus tard, en novembre, elle améliore de nouveau son temps sur le 200 m dos en 2 min 4 s 49, établissant la 4e meilleure performance mondiale de tous les temps. Lors de la même compétition, Kaylee McKeown améliore le record d'Australie du 100 m dos en 58 s 11, battant l'ancien record détenu par Emily Seebohm en 58 s 23 depuis 2012.
Le 27 novembre 2020, elle bat le record du monde du 200 m dos en petit bassin en 1 min 58 s 94 lors des championnats nationaux d'Australie. Début juin 2021, Kaylee McKeown bat le record du monde du 100 m dos en 57 s 45 lors des qualifications olympiques organisées à Adélaïde.
Lors des Jeux olympiques d'été de 2020, elle remporte la médaille d'or du 100 m dos puis sur le 200 m dos.
Le 10 mars 2023, lors des championnats de Nouvelle-Galles du Sud à Sydney en Australie, elle établit un nouveau record du monde du 200 mètres dos en réalisant 2 min 3 s 14.
Lors de la coupe du monde 2023 à Berlin, elle réalise un record de la compétition sur le 100 mètre dos en 57 s 95. Le 20 octobre, à Budapest, elle réalise en 26 s 86 un nouveau record du monde du 50 mètres dos, devenant ainsi la première nageuse à détenir en même temps les records du monde sur les trois distances nagées en dos. Le lendemain, elle retranche 12 centièmes à son record du monde du 100 mètres dos, le portant à 57 s 33.
Lors des jeux olympiques d'été de 2024, elle remporte les médailles d'or du 100 m dos et du 200 m dos.

## Vie privée
Tout comme sa sœur, elle est diagnostiquée asthmatique pendant son enfance. En 2018, les sœurs deviennent des ambassadrices pour Asthma Australia.
Elle fait ses études à l'Université de Sunshine Coast (en) dans le Queensland.
En juin 2018, son père, Sholto McKeown est diagnostiqué d'un glioblastome multiforme, une forme de tumeur du cerveau. La famille récolte 17 000 $ lors d'une campagne GoFundMe pour payer son traitement et, en guise de remerciement, les deux sœurs McKeown organisent une récolte de fonds pour la Mark Hughes Foundation for Brain Cancer le 20 octobre 2018 en mettant aux enchères des affaires appartenant à de grands noms du sport australien comme Libby Trickett. Il meurt finalement le 13 août 2020 après deux ans de combat.

## Palmarès

### Jeux olympiques
| Édition    | Épreuve               | Épreuve              | Épreuve                                         | Épreuve                                        | Épreuve | Épreuve | Épreuve | Épreuve |
| Édition    | 100 m dos             | 200 m dos            | 4 × 100 m 4 nages femmes                        | 4 × 100 m 4 nages mixte                        |         |         |         |         |
| Tokyo 2020 | Or 57 s 47 (RO)       | Or 2 min 4 s 68      | Or 3 min 51 s 60 (ROc) (RO) TP en dos : 58 s 01 | Bronze 3 min 38 s 95 TP en dos : 58 s 14       |         |         |         |         |
| Paris 2024 | Or 57 s 33 (ROc) (RO) | Or 2 min 3 s 73 (RO) | Argent 3 min 53 s 11 TP en dos : 57 s 72        | Bronze 3 min 38 s 76 (ROc) TP en dos : 57 s 90 |         |         |         |         |

### Championnats du monde

#### Grand bassin
| Édition        | Épreuve          | Épreuve              | Épreuve               | Épreuve             | Épreuve                           | Épreuve                                  | Épreuve                                           | Épreuve |
| Édition        | 50 m dos         | 100 m dos            | 200 m dos             | 200 m 4 nages       | 400 m 4 nages                     | 4 × 100 m 4 nages femmes                 | 4 × 100 m 4 nages mixte                           |         |
| Budapest 2017  | –                | –                    | 4e 2 min 6 s 76 (RMj) | –                   | 16e 1re de sa série 4 min 43 s 61 | –                                        | Argent alignée en séries TP en dos : 1 min 0 s 03 |         |
| Gwangju 2019   | 4e 27 s 65       | 5e 59 s 10           | Argent 2 min 6 s 26   | –                   | –                                 | Argent 3 min 53 s 42 TP en dos : 59 s 44 | –                                                 |         |
| Budapest 2022  | 5e 27 s 47       | DNS                  | Or 2 min 5 s 08       | Argent 2 min 8 s 57 | –                                 | Argent 3 min 54 s 25 TP en dos : 58 s 77 | Argent 3 min 41 s 34 TP en dos : 58 s 66          |         |
| Fukuoka 2023   | Or 27 s 08 (ROc) | Or 57 s 53 (RC)      | Or 2 min 3 s 85       | DSQ                 | –                                 | Argent 3 min 53 s 37 TP en dos : 57 s 91 | Argent 3 min 39 s 03 TP en dos : 58 s 03          |         |
| Singapour 2025 |                  | Or 57 s 16 (RC, ROc) | Or 2 min 3 s 33 (RC)  |                     |                                   | Argent 3 min 52 s 67                     |                                                   |         |

#### Petit bassin
| Édition        | Épreuve                         | Épreuve    | Épreuve          | Épreuve                   | Épreuve                                   | Épreuve                                        | Épreuve | Épreuve |
| Édition        | 50 m dos                        | 100 m dos  | 200 m dos        | 200 m 4 nages             | 4 × 50 m 4 nages femmes                   | 4 × 100 m 4 nages femmes                       |         |         |
| Melbourne 2022 | 9e 5e de sa demi-finale 26 s 09 | Or 55 s 49 | Or 1 min 59 s 26 | Bronze 2 min 3 s 57 (ROc) | Or 1 min 42 s 35 (RM) TP en dos : 26 s 42 | Argent 3 min 44 s 92 (ROc) TP en dos : 55 s 74 |         |         |

### Jeux du Commonwealth
| Édition         | Épreuve        | Épreuve         | Épreuve              | Épreuve             | Épreuve                         | Épreuve                              | Épreuve                                   | Épreuve |
| Édition         | 50 m dos       | 100 m dos       | 200 m dos            | 200 m 4 nages       | 400 m 4 nages                   | 4 × 100 m 4 nages femmes             | 4 × 100 m 4 nages mixte                   |         |
| Gold Coast 2018 | –              | 4e 1 min 0 s 08 | 4e 2 min 7 s 86      | –                   | 9e 4e de sa série 4 min 46 s 13 | –                                    | –                                         |         |
| Birmingham 2022 | Bronze 27 s 58 | Or 58 s 60 (RC) | Or 2 min 5 s 60 (RC) | Argent 2 min 9 s 52 | –                               | Or 3 min 54 s 44 TP en dos : 58 s 79 | Or 3 min 41 s 30 (RC) TP en dos : 58 s 79 |         |

### Championnats pan-pacifiques
| Édition    | Épreuve    | Épreuve         | Épreuve | Épreuve | Épreuve | Épreuve | Épreuve | Épreuve |
| Édition    | 100 m dos  | 200 m dos       |         |         |         |         |         |         |
| Tokyo 2018 | 5e 59 s 25 | 5e 2 min 7 s 01 |         |         |         |         |         |         |

### Résultats juniors

#### Jeux olympiques de la jeunesse
| Édition           | Épreuve    | Épreuve             | Épreuve              | Épreuve          | Épreuve                                      | Épreuve                                   | Épreuve | Épreuve |
| Édition           | 50 m dos   | 100 m dos           | 200 m dos            | 200 m 4 nages    | 4 × 100 m 4 nages femmes                     | 4 × 100 m 4 nages mixte                   |         |         |
| Buenos Aires 2018 | Or 28 s 28 | Argent 1 min 0 s 58 | Bronze 2 min 10 s 67 | 7e 2 min 15 s 65 | Argent 4 min 5 s 46 TP en dos : 1 min 1 s 61 | 9e 3 min 58 s 41 TP en dos : 1 min 1 s 34 |         |         |

#### Championnats pan-pacifiques juniors
| Édition   | Épreuve             | Épreuve          | Épreuve           | Épreuve | Épreuve | Épreuve | Épreuve | Épreuve |
| Édition   | 100 m dos           | 200 m dos        | 200 m 4 nages     |         |         |         |         |         |
| Maui 2016 | Bronze 1 min 1 s 01 | Or 2 min 10 s 01 | 17e 2 min 22 s 71 |         |         |         |         |         |

## Distinction
Kaylee McKeown est désignée meilleure nageuse de l'année 2023 par World Aquatics.